# شوتا كافلاشفيلي
شوتا كافلاشفيلي (بلانجليزية:Shota Kavlashvili) (بالجورجية: შოთა ყავლაშვილი) ؛ مهندس معماري(28 يناير 1926 - ديسمبر 1995) جورجي ومحافظ على التراث التاريخي ، اشتهر بعمله في تبليسي خلال فترة ما بعد الحرب السوفيتية.

## حياة مهنية

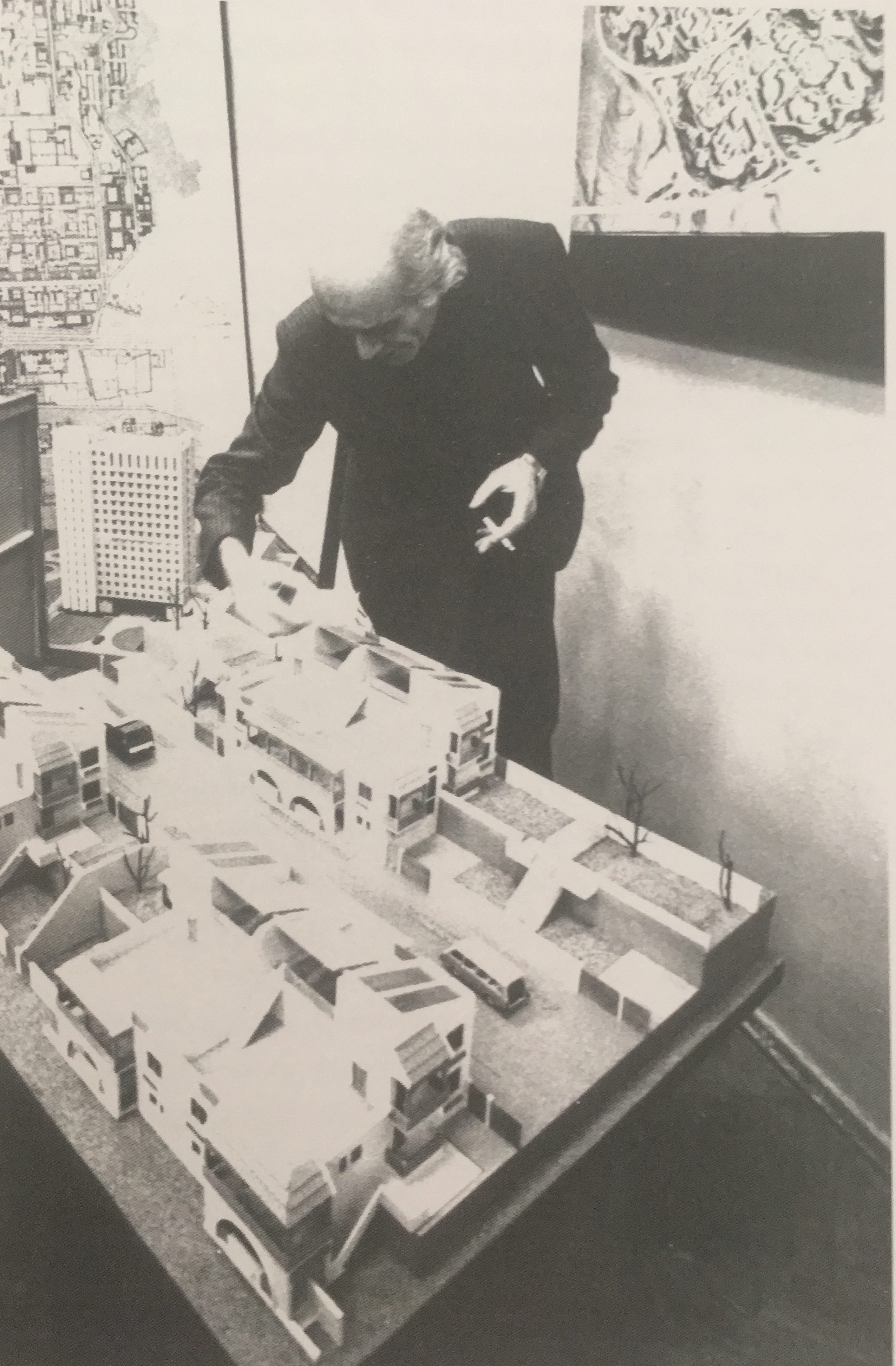
يستعرض شوتا كافلاشفيلي نموذجًا للبناء الجديد في منطقة تبليسي القديمة التاريخية حوالي عام 1979

كان كافلاشفيلي من بين أكثر المهندسين المعماريين الجورجيين إنتاجًا في الفترة السوفيتية. تشمل أعماله بعضًا من العمارة المدنية الأكثر إبداعًا في العاصمة تبليسي ، بما في ذلك مجمع السباحة لاجونا فيرا ومحطة الحافلات المركزية. شغل كافلاشفيلي أيضًا منصب كبير المهندسين المعماريين في تبليسي (1970-1974 ؛ 1980-1990) ، حيث أشرف على الحفاظ على مدينة تبليسي القديمة وإنشاء أول منطقة حضرية تاريخية في البلاد في عام 1975. في عام 1994 ، تم تعيينه نائباً لرئيس البلدية وكبير المهندسين المعماريين في بوتي .  تقديراً لجهوده ، أعادت المدينة تسمية أحد شوارع تبليسي القديمة باسم كافلاشفيلي ، وأضيف تمثاله (للنحات تنجيز كيكاليشفيلي) خارج بوابات المدينة القديمة في شارع باراتاشفيلي  في عام 1999.  تم دفنه في ديدوب بانثيون للكتاب والشخصيات العامة في تبليسي.

## أشغال كبرى
- شقق مربعة غريبويدوف وبيت الزفاف (1958) [4]
- جسر باراتاشفيلي (1964)
- لاجونا فيرا (1965-1978)
- شقق شارع راميشفيلي (1970-1974)
- محطة الحافلات المركزية (1973)
- مدينة استوديو جروز فيلم (1976)
- مقر وزارة الداخلية (أواخر السبعينيات)
- سوفييت المقاطعة لنواب الشعب (1977)
- مشروع ترميم جدار باراتاشفيلي (1979)
- متحف تبليسي للآثار (1988- غير مكتمل )
- فندق شيراتون ميتيخي بالاس (1989-1991)